# Comuna Ciocănești, Suceava
Ciocănești este o comună în județul Suceava, Bucovina, România, formată din satele Botoș și Ciocănești (reședința). Comuna s-a despărțit de curând de Iacobeni.

## Evenimente
În comună, anual are loc Festivalul Național al Păstrăvului.
În 2014, satul Ciocănești a fost desemnat satul cultural al României pentru acel an. În 2017, comuna a fost introdusă în top 10 al celor mai colorate destinații turistice europene, fiind clasată pe locul șase.

## Personalități locale
- Nichifor Ceapoiu (1911 - 1994), inginer agronom, membru titular al Academiei Române.

## Demografie
Componența etnică a comunei Ciocănești
     Români (96,01%)
     Alte etnii (3,99%)
Componența confesională a comunei Ciocănești
     Ortodocși (95,3%)
     Alte religii (0,84%)
     Necunoscută (3,85%)
Conform recensământului efectuat în 2021, populația comunei Ciocănești se ridică la 1.427 de locuitori, în creștere față de recensământul anterior din 2011, când fuseseră înregistrați 1.384 de locuitori. Majoritatea locuitorilor sunt români (96,01%). Din punct de vedere confesional, majoritatea locuitorilor sunt ortodocși (95,3%), iar pentru 3,85% nu se cunoaște apartenența confesională.

## Politică și administrație
Comuna Ciocănești este administrată de un primar și un consiliu local compus din 9 consilieri. Primarul, Radu Ciocan[*], de la Partidul Național Liberal, este în funcție din 2012. Începând cu alegerile locale din 2024, consiliul local are următoarea componență pe partide politice:
|  | Partid                    | Consilieri | Componența Consiliului | Componența Consiliului | Componența Consiliului | Componența Consiliului | Componența Consiliului | Componența Consiliului |
|  | ------------------------- | ---------- | ---------------------- | ---------------------- | ---------------------- | ---------------------- | ---------------------- | ---------------------- |
|  | Partidul Național Liberal | 6          |                        |                        |                        |                        |                        |                        |
|  | Partidul Social Democrat  | 3          |                        |                        |                        |                        |                        |                        |

## Recensământul din 1930
Componența etnică a comunei Ciocănești
     Români (88,4%)
     Germani (10,5%)
     Evrei (0,6%)
     Altă etnie (0,5%)
Componența confesională a comunei Ciocănești
     Ortodocși (87,1%)
     Romano-catolici (5%)
     Mozaici (0,6%)
     Evanghelici\Luterani (6,6%)
     Greco-catolici (0,6%)
     Reformați\Calvini (0,1%)
Conform recensământului efectuat în 1930, populația comunei Ciocănești se ridica la 1281 locuitori. Majoritatea locuitorilor erau români (88,4%), cu o minoritate de germani (10,5%) și una de evrei (0,6%). Alte persoane s-au declarat: ruteni (1 persoană), polonezi (4 persoane) și maghiari (3 persoane). Din punct de vedere confesional, majoritatea locuitorilor erau ortodocși (87,1%), dar existau și romano-catolici (5,0%), mozaici (0,6%), evanghelici\luterani (6,6%), greco-catolici (0,6%) și reformați\calvini (0,1%).